# Kwikwi

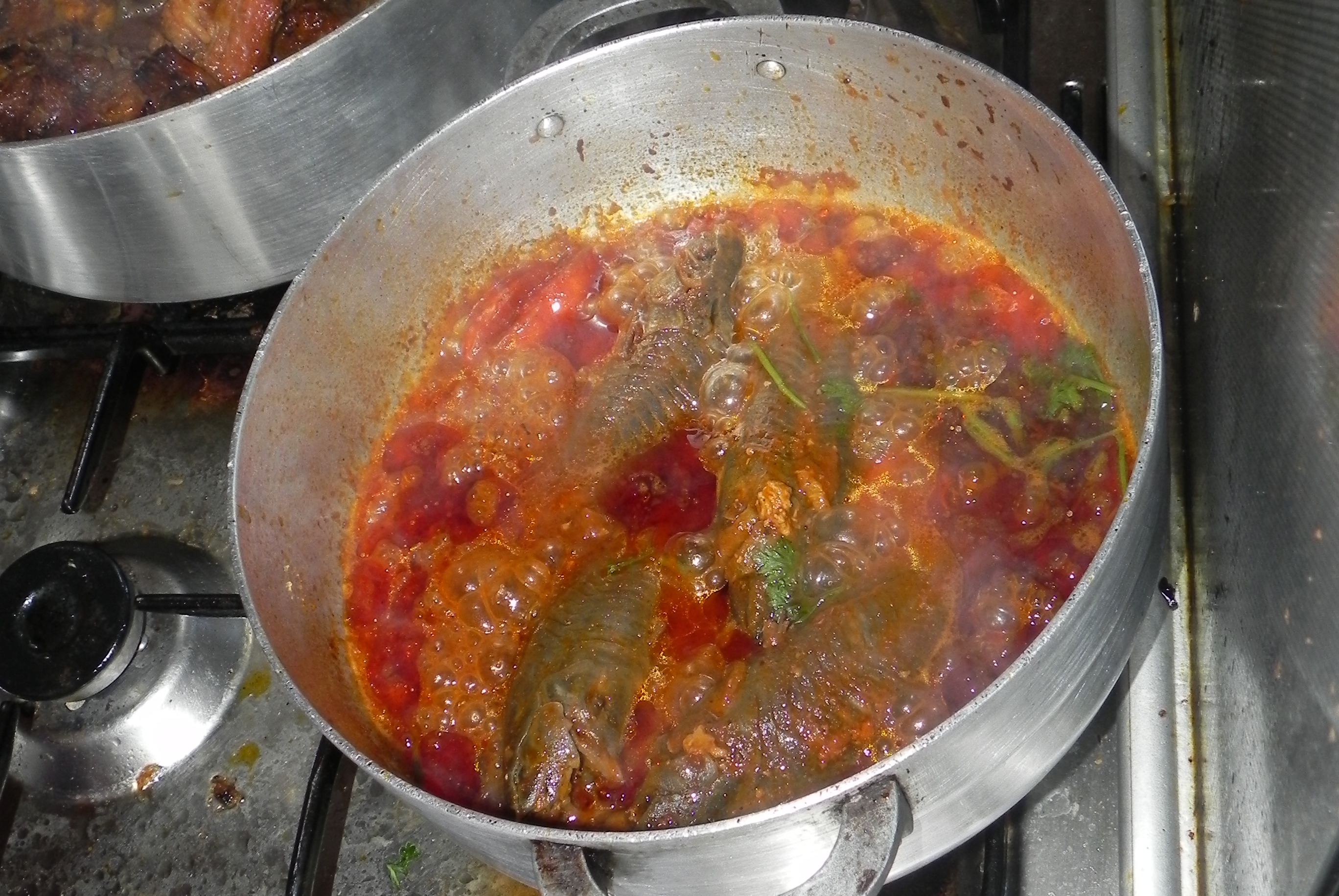
Bereiding van kwikwi

Kwikwi, ook wel kwiekwie (de twee elementen ook los van elkaar geschreven), is de verzamelnaam van enkele Surinaamse vissoorten. Het is tevens de naam van een visgerecht uit de Surinaamse keuken.
De vissen maken deel uit van de familie callichthyidae (pantsermeervallen). Ze leven in tropisch Zuid-Amerika in dichtbegroeide zwampen (moerassen), sloten en soms in kreken. De vissen zijn relatief robuust en hebben een vetvin en vier lange baarden. Het zijn alleseters.
De vangst is verboden tijdens het jaarlijkse broedseizoen, van april tot medio mei.
Kwikwi wordt voor consumptie ook in aquacultuur gekweekt.
| Kwiwki-soorten | Kwiwki-soorten                               | Kwiwki-soorten |
| --- | -------------------------------------------- | -------------- |
| De kwikwi zijn verwant aan de Corydoras (sesegoese of soke) waarvan er zich rond de zeventien soorten in Suriname bevinden. Bij de volgende vissen gaat het om de kwikwi: |                                              |                |
| Hoplosternum thoracatum / Megalechis thoracata | 'katrina-kwikwi' / 'gevlekte pantsermeerval' |                |
| Hoplosternum littorale | hei-ede-kwikwi / 'soke'                      |                |
| Callichthys callichthys | plata-ede-kwikwi                             |                |